# تیلور مامسن
تیلور مامسِن (به انگلیسی: Taylor Momsen) (زاده ۲۶ ژوئیه ۱۹۹۳) خواننده، ترانه‌سرا، مدل و بازیگر سابق آمریکایی است. او بیشتر به عنوان خوانندهٔ گروه راک د پریتی رکلس شناخته شده‌است.
مامسن فعالیت هنری‌اش را در سه سالگی و با بازی در یک آگهی تلویزیونی آغاز کرد. او تا پیش از پیوستن به پرتی رکلس در فیلم و سریال‌های مختلفی مانند دختر سخن‌چین، بچه‌های جاسوس ۲، چگونه گرینچ کریسمس را دزدید و آندرداگ نقش‌آفرینی کرد.